# Promises! Promises!
Promises! Promises! (Presentado en pantalla como Promises.. Promises!; Promesas, promesas, en español) es una película de comedia erótica de 1963 dirigida por King Donovan y protagonizada por Tommy Noonan y Jayne Mansfield, el primero también productor de la película. Estrenada hacia el final de la existencia del código Hays y antes de que el sistema de clasificación MPAA entrara en vigor, fue la primera película de Hollywood en presentar a una actriz reconocida (Mansfield) desnuda, aunque de haberse lanzado la inacabada Something's Got to Give, protagonizada por Marilyn Monroe y planeada para su estreno a finales de 1962, habría sido esta la primera en mostrar tal cosa.

## Trama
Sandy Brooks (Mansfield) está desesperada por quedarse embarazada, pero su marido Jeff (Tommy Noonan), un guionista de televisión, está demasiado estresado para hacer el amor con ella. En un intento de encontrar el descanso y relajación necesarios, embarcan en un crucero de placer y allí conocen a otra pareja, Claire y King Banner (Marie McDonald y Mickey Hargitay). Ambos matrimonios pasan una tarde de diversión donde acaban borrachos y terminan cambiando de pareja al retirarse a sus camarotes. Más tarde ambas mujeres descubren que están embarazadas,  y se disponen a averiguar si los padres son su propio marido o el otro.

## Producción

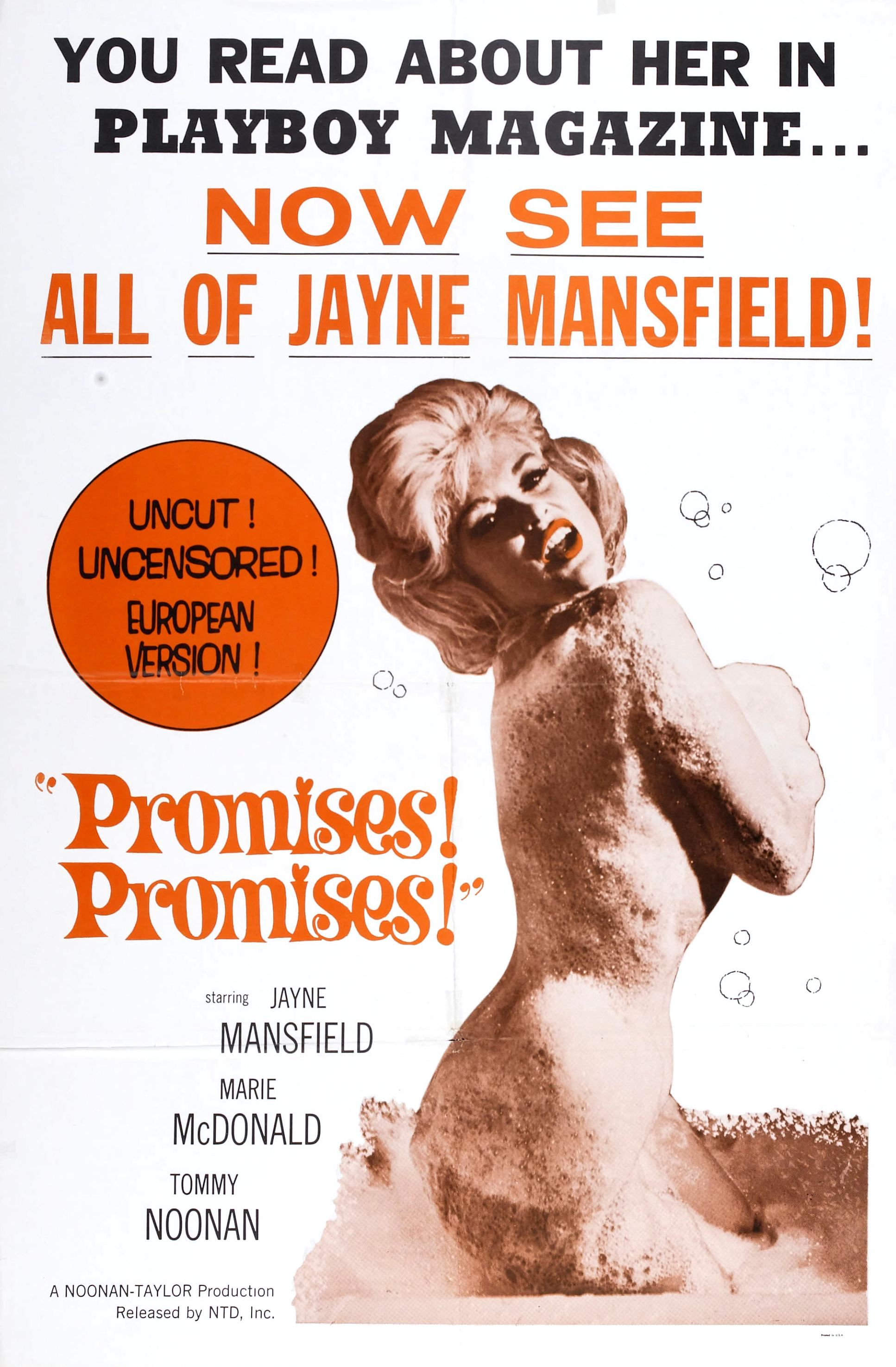
Cartel promocional de la película.

Realizada con un presupuesto modesto, la publicidad de la película se centró en las escenas de Mansfield desnuda como atracción principal. También canta dos canciones en la película  "I'm in Love" (también conocida como "Lullaby of Love") y "Promise Her Anything". La producción pasó por tantas disputas entre el actor/productor Tommy Noonan y Mansfield que Noonan tuvo que hacer volar en jet a un publicista de 20th Century Fox, para mantener la paz en el set de rodaje.

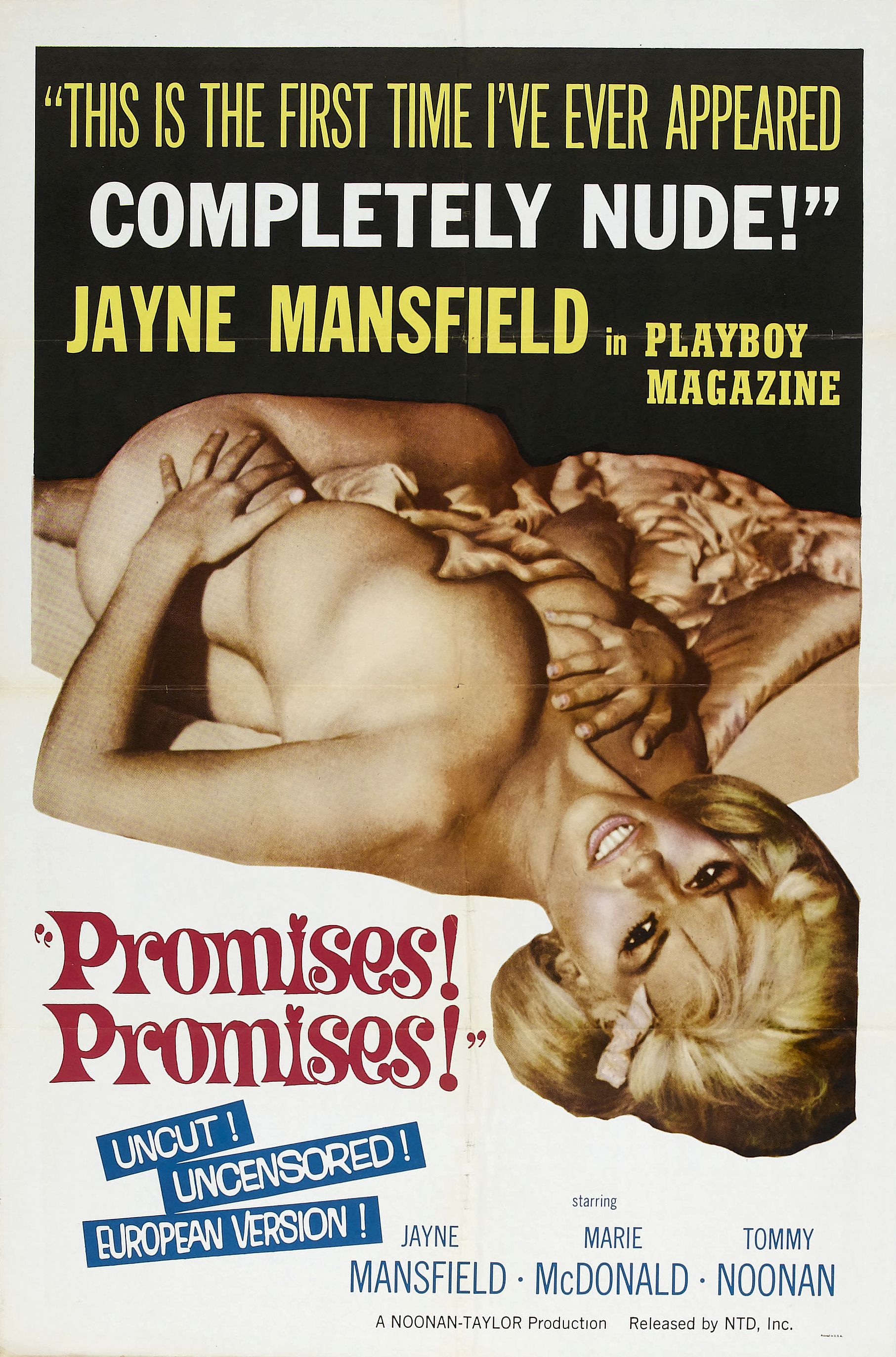
Cartel promocional del reportaje ilustrado en la revista Playboy.

El marido de Mansfield, Mickey Hargitay, también tuvo un papel en la película.
Tommy Noonan había ofrecido el papel de Claire a Mamie Van Doren, pero  declinó y fue reemplazada por Marie McDonald. Ceil Chapman trabajó en el vestuario de McDonald  para la película. Resultaría ser la última aparición de McDonald en el cine.
La película fue presentada por primera vez en televisión en su versión sin cortes en 1984 en el Canal Playboy. La película fue una de la docena de películas que fue relanzada en formato super-8 en la década de 1970. La película fue lanzada en VHS y video Beta en la década de 1980. El 14 de febrero de 2006, VCI Home Video lanzó la película en DVD con extras como los tráileres originales y una galería de imágenes de la edición de Playboy junto con tarjetas promocionales y carteles inéditos.

## Escenas de desnudo
Fue el primer largometraje de Hollywood en presentar a una actriz reconocida—Jayne Mansfield—desnuda. Esta distinción tendría que haber sido para Marilyn Monroe, que filmó una escena saliendo desnuda de una piscina en la película de 1962 del director George Cukor Something's Got to Give, pero la película quedó inacabada después de la muerte de Monroe. Antes del sonoro, la primera película en presentar una actriz conocida plenamente desnuda fue A Daughter of the Gods de 1916 presentando a Annette Kellerman, pero el código Hays había supuesto el fin de cualquier desnudo o semidesnudo en el cine convencional.
Mansfield aparece desnuda en tres escenas en Promises! Promises!. Estas tres escenas se repiten en otros momentos de la película como secuencias oníricas. La primera y más larga (59 segundos) es una escena donde aparece cantando "I'm In Love" dándose un baño de espuma en una bañera, hasta que da la espalda a la cámara. La segunda es cuando sale del baño y se seca con la toalla (4 segundos), y la más repetida (4 veces) cuando ella se despereza en una cama (6 segundos). Mansfield según se dice bebió algo de champán para darse el ánimo necesario para mostrarse totalmente desnuda ante la cámara.
Aunque la película de hecho jamás llega a mostrar un desnudo frontal completo ni secuencias largas de desnudez, una foto en el polémico libro de Kenneth Anger Hollywood Babylon muestra a Mansfield en el set completamente desnuda con el vello púbico visible.
Durante los años 1960, compañías de venta por catálogo de películas en super-8 vendieron las escenas de desnudo. Después de la muerte de Mansfield, el documental The Wild, Wild World of Jayne Mansfield (1968) incluyó las escenas de desnudo de esta película y páginas de la sesión fotográfica en Playboy, junto con escenas de sus otras películas que incluyen Too Hot to Candle (1960), Los amores de Hércules (1960) y L'Amore Primitivo (1964).

## Playboy
En un conjunto de fotografías publicadas en un especial Playboy ilustrado (titulado The Nudest Jayne Mansfield), Mansfield aparece mirando su pecho, como hace T. C. Jones (en la película, Babbette, un imitador femenino), que entonces la coge de la mano y la levanta en alto. La publicidad y los carteles publicitarios previamente lanzados por Playboy consiguieron su propósito e hicieron que funcionara bien en taquilla, aunque las críticas de la película fueron desastrosas. El nombre de Mansfield volvió a resonar, pero la mayoría de las ofertas que recibió fueron en su mayor parte de películas por el estilo. La película fue fuertemente publicitada en el número de julio de 1963 de Playboy, y dio lugar a un cargo de obscenidad contra Hugh Hefner, el editor. Hefner fue arrestado por la policía de Chicago en junio de 1963, la única vez en su vida, y fue absuelto por el jurado. El jurado votó 7–5 por la absolución. Ejemplares de ese número supuestamente llegaron a venderse por hasta 10 dólares cada uno.

## Recepción
Promises! Promises! fue prohibida en Cleveland y muchas otras ciudades estadounidenses, aunque más tarde el tribunal de Cleveland decidió que las escenas de desnudo en la película no eran lascivas después de todo. Tanto la versión original como la censurada fueron exitosas en taquilla en los lugares donde no fue prohibida, excepto California. Mansfield fue votada una de las 10 atracciones de taquilla de ese año por los propietarios de cines. El crítico de cine del Chicago Sun-Times Roger Ebert escribió más tarde, "Finalmente, en 'Promises, Promises' ella hizo lo que ninguna actriz de Hollywood hace, excepto en la desesperación: hizo un desnudo. En 1963, esa clase de atractivo para la taquilla era casi todo lo que le quedaba."